# Coming Soon (canción de Queen)
«Coming Soon» es una canción escrita por Roger Taylor, baterista de la banda de rock inglesa Queen, incluida en el año 1980 por el disco del álbum The Game. Roger tenía tres temas para The Game. Rock It es el primero, y el segundo estaba entre A Human Body y Coming Soon (Próximamente). Quedó esta última, quizás por estar musicalmente más cerca de los demás temas que A Human Body, que quedó relegada al lado B de Play the Game por ser demasiado melódica para el resto del disco.

## Actuaciones en vivo
Nunca fue tocada esta canción en vivo en ningún concierto ni gira por Queen.

## Créditos
- Escrita por: Roger Taylor
- Producida por: Queen y Mack
- Músicos:

- Freddie Mercury: voz

- Roger Taylor: voz, batería, guitarra, sintetizador

- Brian May: guitarra eléctrica

- John Deacon: bajo

- Datos: Q97499528